# Davide Graz
Davide Graz (* 5. März 2000 in Sappada) ist ein italienischer Skilangläufer.

## Werdegang
Graz nimmt seit 2016 an U18 und U20-Rennen im Alpencup teil und belegte dabei in der Saison 2017/18 den fünften Platz, 2018/19 den vierten Platz und 2019/20 den ersten Platz in der U20-Gesamtwertung. Bei den Junioren-Skiweltmeisterschaften 2018 in Goms lief er auf den 33. Platz im Skiathlon, auf den sechsten Rang mit der Staffel und auf den fünften Platz im Sprint. Im folgenden Jahr kam er bei den Junioren-Skiweltmeisterschaften in Lahti auf den 14. Platz im Sprint, auf den neunten Rang über 10 km Freistil und auf den siebten Platz mit der Staffel. Im Februar 2019 startete er in Cogne erstmals im Skilanglauf-Weltcup und belegte dabei den 31. Platz im Sprint. Auch bei den Nordischen Skiweltmeisterschaften 2019 in Seefeld in Tirol errang er diese Platzierung im Sprint. Im Dezember 2019 holte er in Davos mit dem 22. Platz im Sprint seine ersten Weltcuppunkte. Bei den Nordischen Junioren-Skiweltmeisterschaften 2020 in Oberwiesenthal gewann er mit der Staffel und über 10 km klassisch jeweils die Bronzemedaille. Zudem errang er dort den 16. Platz im Sprint und den sechsten Platz im 30-km-Massenstartrennen. Im folgenden Jahr lief er bei den U23-Weltmeisterschaften in Vuokatti auf den 24. Platz im Sprint, auf den 22. Rang über 15 km Freistil und auf den achten Platz mit der Staffel. In der Saison 2021/22 kam er bei den U23-Weltmeisterschaften 2022 in Lygna auf den 14. Platz im Sprint sowie auf den achten Rang mit der Mixed-Staffel und bei den Olympischen Winterspielen 2022 in Peking auf den 14. Platz im Sprint sowie zusammen mit Federico Pellegrino, Francesco De Fabiani und Giandomenico Salvadori auf den achten Rang in der Staffel.

## Teilnahmen an Weltmeisterschaften und Olympischen Winterspielen

### Olympische Spiele
- 2022 Peking: 8. Platz Staffel, 28. Platz Sprint Freistil

### Nordische Skiweltmeisterschaften
- 2019 Seefeld in Tirol: 31. Platz Sprint Freistil
- 2023 Planica: 35. Platz Sprint klassisch, 35. Platz 15 km Freistil
- 2025 Trondheim: 4. Platz Teamsprint klassisch, 6. Platz Staffel, 23. Platz 20 km Skiathlon, 35. Platz Sprint Freistil

## Platzierungen im Weltcup

### Weltcup-Statistik
Die Tabelle zeigt die erreichten Platzierungen im Einzelnen.
- 1.–3. Platz: Anzahl der Podiumsplatzierungen
- Top 10: Anzahl der Platzierungen unter den ersten zehn
- Punkteränge: Anzahl der Platzierungen innerhalb der Punkteränge
- Starts: Anzahl gelaufener Rennen in der jeweiligen Disziplin
- Hinweis: Bei den Distanzrennen erfolgt die Einordnung gemäß FIS.

| Platzierung               | Distanzrennen a | Distanzrennen a | Distanzrennen a | Distanzrennen a | Distanzrennen a | Skiathlon Verfolgung | Sprint | Etappen- rennen b | Gesamt | Team   | Team    |
| Platzierung               | ≤ 5 km          | ≤ 10 km         | ≤ 15 km         | ≤ 30 km         | > 30 km         | Skiathlon Verfolgung | Sprint | Etappen- rennen b | Gesamt | Sprint | Staffel |
| ------------------------- | --------------- | --------------- | --------------- | --------------- | --------------- | -------------------- | ------ | ----------------- | ------ | ------ | ------- |
| 1. Platz                  |                 |                 |                 |                 |                 |                      |        |                   |        |        |         |
| 2. Platz                  |                 |                 |                 |                 |                 |                      |        |                   |        |        |         |
| 3. Platz                  |                 |                 |                 |                 |                 |                      |        |                   |        |        |         |
| Top 10                    |                 | 2               |                 |                 |                 |                      |        |                   | 2      | 2      | 4       |
| Punkteränge               |                 | 8               | 1               | 8               |                 | 3                    | 20     | 7                 | 47     | 5      | 5       |
| Starts                    |                 | 15              | 9               | 11              | 1               | 6                    | 31     | 9                 | 82     | 5      | 5       |
| Stand: Saisonende 2024/25 |                 |                 |                 |                 |                 |                      |        |                   |        |        |         |

### Weltcup-Gesamtplatzierungen
| Saison  | Gesamt | Gesamt | Distanz | Distanz | Sprint | Sprint |
| Saison  | Punkte | Platz  | Punkte  | Platz   | Punkte | Platz  |
| ------- | ------ | ------ | ------- | ------- | ------ | ------ |
| 2019/20 | 9      | 127.   | -       | -       | 9      | 75.    |
| 2020/21 | 13     | 106.   | 5       | 89.     | 8      | 79.    |
| 2021/22 | 8      | 128.   | -       | -       | 8      | 76.    |
| 2022/23 | 259    | 65.    | 100     | 67.     | 159    | 43.    |
| 2023/24 | 296    | 62.    | 200     | 49.     | 96     | 52.    |
| 2024/25 | 435    | 35.    | 307     | 29.     | 128    | 44.    |